# Mouchette
El tràiler de l'obra Mouchette és un treball vídeoassagístic de Jean-Luc Godard molt breu i que ofereix un intrigant equilibri d'homogeneïtat i d'heterogeneïtat entre una bona, senzilla i elegant mordassa i una crítica radical, un tràiler de 98 segons de durada que Robert Bresson li encarregà per a la seva pel·lícula Mouchette el 1967. Com moltes de les obres curtes de Godard, es tracta d'una peça molt ben estructurada que en les últimes seqüències perd deliberadament aquesta seva pròpia estructura (una tècnica freqüent en Godard, obsessivament sistemàtic però anàrquicament antisistemàtic). A la retrospectiva que la Cinémathèque Française va dedicar a Godart l'any 2020, el va classificar dins dels treballs revolucionaris de l'autor.

## Elements i estructura
Godard aconseguí reduir el llargmetratge de Bresson en un tràiler compost pel següent llistat d'elements:
- El nom Mouchette pronunciat 6 vegades per a diferents personatges.
- 9 plans d'imatges que representen moments clau de violència, llàgrimes, sexualitat, religió i quotidianitat.
- Una cançó de Mouchette.

Godard organitzà aquest material en diversos formats aconseguint que la cançó, línia per a línia, se superposés a les imatges mentre un text seqüencial, imprès a la pantalla en silenci, formava una descripció única i trossejada que conduïa a l'afirmació que Mouchette és, en definitiva, una interpretació que la selecció d'imatges per part de l'autor ha suggerit i evidenciat. El tràiler, doncs, es compon de mostres d'àudio de veus que criden Mouchette, que primer porten el títol "properament a aquest cinema", frase que apareix en pantalla paraula a paraula i que, finalment, també la desterren paraula a paraula. Just abans del final, a més, i per a trencar el sistema perfectament simètric, hi ha un dels dos plans sincronitzats retinguts de l'original de Bresson, aquest amb diàleg, que quan l'exerceix Godard té la força sobtada d'una declaració abstracta i política, absent en la pròpia pel·lícula de Bresson.

## Influència
S'ha de tenir en compte l'edició innèdita a nivell tècnic i estètic que Godard aconseguí simplement tallant i unint, en el seu patró matemàtic ideal, les imatges i els sons de la impressió de la pel·lícula que se li oferí. Per tant, no hi hagué suavització de les transicions d'un fragment a l'altre, sinó que es tractà d'una instància del que més tard es va anomenar, a l'era del vídeo dels anys vuitanta, l'edició de fallades. D'aquesta manera, el tràiler de Mouchette creà el seu propi treball a partir de les ruïnes de l'obra de Bresson, que ni tan sols existia públicament quan la intervenció de Godard es va mostrar per primera vegada als cinemes. Aquesta producció oferí, per tant, un model de com el vídeoassaig pot crear estudis nous a partir d'una mateixa recopilació de fotogrames antiga o, fins i tot, d'una recopilació de fotogrames actual.